# Бухарская Красная армия

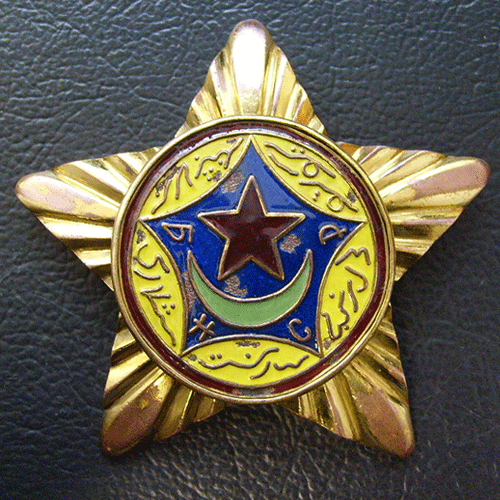
Нагрудный знак за борьбу с басмачеством БНСР.

Бухарская Красная Армия (БКА) — формирование (вооружённые силы) Бухарской Народной Советской Республики (БНСР), позже Бухарской ССР, в период Гражданской войны в России и после неё (1922—1924).

## Формирование и состав
БКА начала формироваться в сентябре 1920 года. Основой для её создания послужил 1-й Восточно-мусульманский стрелковый полк, принимавший участие в Бухарской операции 1920 года.
6 сентября 1920 года Бухарский Ревком принял постановление о создании Народного назирата (комиссариата) по военным делам. Первым военным назиром (комиссаром) стал Багаутдин Шагабитдинов, который, спустя полтора месяца, был убит противниками новой власти. 20 ноября 1920 года эту должность занял Юсуф Ибрагимов.
БКА строилась по образцу Красной Армии РСФСР. Командование Туркестанским фронтом передало в распоряжение правительства БНСР вооружение, командный состав, а также красноармейцев местных национальностей.
К середине 1921 году БКА состояла из одной стрелковой и одной кавалерийской бригад (всего около 6 000 человек личного состава), однако, на деле эти части до конца сформированы так не были.
Первоначально в БКА существовал добровольный принцип комплектования, а летом 1922 года была введена воинская обязанность со сроком службы два года.
21 августа 1922 года Всебухарский ЦИК принял постановление о создании РВС республики. К середине 1922 года в состав БКА входили стрелковый полк, кавалерийский полк, артиллерийский дивизион, сводные военные командные курсы, вспомогательные части и учреждения. БКА участвовала в борьбе с басмачеством.
После вхождения БНСР в состав Союза ССР в сентябре 1924 года и раздела ее территории между другими среднеазиатскими республиками, БКА была распущена.

## Форма одежды

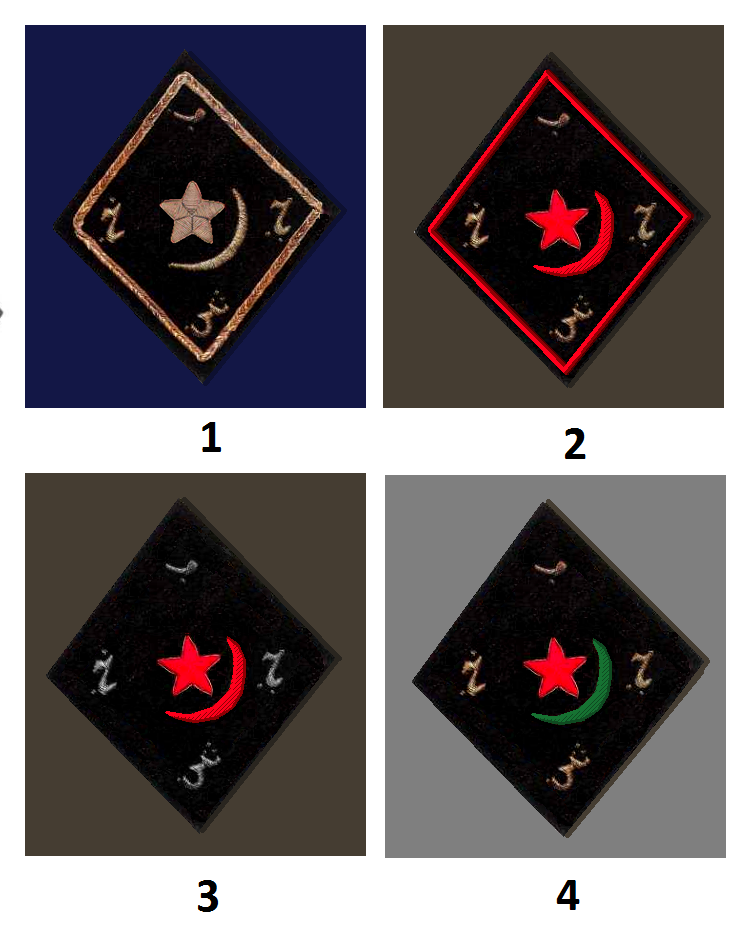
Нарукавный знак БКА: 1 — Командующий БКА и Нарвоенназир; 2 — старший, средний и высший комначсостав, курсанты; 3 — младший комначсостав; 4 — младший комначсостав (с 4.01.1924).

Первое время в БКА было разрешено ношение одежды произвольного покроя и расцветки, поскольку армия испытывала недостаток не только в обмундировании, но и в обуви. С весны 1922 года на снабжение БКА стало поступать новое обмундирование РККА, установленное приказом РВСР № 322, от 31 января 1922 года. К марту 1923 года им были обеспечены все части и учреждения армии.
В августе 1923 года была образована комиссия для разработки новой военной формы одежды. Задача была решена за два месяца.
30 октября 1923 года в приказе Командующего БКА № 616 было объявлено о введении новой военной формы одежды и знаков различия для БКА и Государственной милиции. Старое обмундирование с присвоенными знаками различия разрешалось донашивать до 1 февраля 1924 года, однако смешение его с элементами новой
военной формой одежды не допускалось.
Приказом Народного Назира (Комиссара) по военным делам № 3, от 4 января 1924 года в форму БКА были внесены отдельные изменения.
Форма состояла из следующих элементов:
- круглая барашковая шапка («бухарка») — Для красноармейцев из чёрного, для комсостава из серого меха; суконный верх приборного цвета — по роду войск или службы, для повседневного ношения — единый чёрный. Для Командующего армией и Нарвоенназира — серая папаха с красным верхом.
- рубаха покроя, принятого в РККА, но без нагрудных и нарукавных клапанов (т. н. «разговоров»); суконная (зимняя) рубаха тёмно-серого цвета, с гимнастёрочным разрезом-застёжкой, стояче-отложным воротником и двумя косыми прорезными карманами по бокам. Летняя — аналогичного покроя и отделки, но из светло-серой хлопчатобумажной или другой легкой ткани, и с отложным воротником без стойки; у комсостава воротник с цветной окантовкой. Для Командующего БКА и Нарвоенназира парадная рубаха тёмно-синего сукна, повседневная — защитного. На концах воротника — петлицы со знаками различия. У красноармейцев в некоторых подразделениях по краю нагрудной планки нашивалась цветная тесьма шириной в 1 см. На левом рукаве, выше локтя помещался знак принадлежности к БКА. У курсантам военной школы — светло-зелёные канты по краям воротника, нагрудной планки и обшлагов (у курсантов 2-го курса кант на обшлагах двойной).
- мундир для комсостава покроя типа френч или китель защитного или серого цвета с четырьмя прорезными карманами: два нагрудных, с клапанами, и два косых боковых, без клапанов. Застёжка на пять металлических пуговиц с изображением пятиконечной звезды, жёлтых или белых — по присвоенному роду войск или службе металлическому прибору. Для Командующего БКА и Нарвоенназира цвет — тёмно-синий. Стояче-отложной воротник до 4.01.1924 г. изготовлялся из основной ткани, а затем из тёмно-серой для старшего и среднего комсостава, и из тёмно-синей для высшего. На рукавах, над обшлагами нашивались шнуры и тесьма, в соответствии с должностной категорией. Петлицы другие знаки различия — как на рубахе.
- шаровары для красноармейцев — суконные и летние по принятому в РККА образцу из тёмно-серого сукна или светло-серой хлопчатобумажной ткани; летние шаровары приспособлены для ношения без обмоток и сапог, для чего разрез в нижней части штанины с двумя пуговицами вместо обычных завязок; для комсостава — шаровары покроя «бриджи» из синего сукна с цветными кантами в боковых швах. У курсантов имелись дополнительные парадные бриджи тёмно-серого сукна с лампасами шириной 4 см по цвету петлиц. В БКА существовала заимствованная из РККА практика награждения отличившихся красными (алыми) шароварами или отрезом ткани для их пошива.
- шинель «старого казённого образца», покроя РИА, серого сукна, с застёжкой на крючки. У комсостава посередине груди нашивалось пять металлических пуговиц жёлтого или белого цвета с изображением звезды. Для среднего и старшего комсостава воротник тёмно-серого цвета, для высшего — тёмно-синего. Петлицы и знаки различия — как и на других видах обмундирования. Для Командующего БКА и Нарвоенназира шинель из тёмно-синего сукна с чёрным бархатным воротником, с красным кантом по воротнику, борту и хлястику.
- сапоги — в зимнее время, ботинки — летом, образцов, принятых в PKКA. В случае недостатка сапог, зимой разрешалось носить ботинки с обмотками. Кавалеристам и конным красноармейцам в других родах войск сапоги полагались в любое время года. Для комсостава — сапоги, но могли носиться и кожаные краги, как и ботинки с обмотками.
- снаряжение — образца РИА и РККА.

Очевидно, что все военнослужащие могли также носить различного фасона фуражки защитного цвета. Несомненно, что у военнослужащих могли быть рубахи из тканей защитной расцветки — такая практика была повсеместно распространена и в РККА.
Были установлены следующие знаки принадлежности к БКА.
- Знак для головных уборов — металлическая пятиконечная звезда с полумесяцем. Диаметр звезды — 3 см, расстояние между концами полумесяца — 5 см, наибольшая ширина полумесяца — 0,75 см. Для красноармейцев — звезда красная, полумесяц — зелёный (с 4.01.1924 г. — красный), для командного состава — весь знак жёлтый или белый, по цвету металлического прибора.
- Нарукавный знак — для всех категорий командного или административного состава, кроме рядовых красноармейцев. Нашивался на левом рукаве. Знак в форме ромба (высота — 8, ширина 6,8 см) изготовлялся из чёрного сукна. В центре нашивалась красная суконная звезда (д. 2 см) и зелёный полумесяц, а по углам крепились арабские буквы жёлтого или белого (по цвету шифровки) металла (или шитья) — сокращённое название государства на узбекском языке — «Б. Н.С. Р.». 4.01.1924 г. цвет полумесяца также заменён на красный. Для комсостава средней, старшей и высшей категории и курсантов знак имел окантовку по цвету петлиц (при чёрных петлицах — по цвету их окантовки) Командующий армией и Нарвоенназир носили ромбы из чёрного бархата с вышитыми золотом звездой и полумесяцем и золотым галуном по краям.

В БКА, как и в РККА, существовали не персональные воинские звания, а только пронумерованные должностные разряды, каждый из которых включал список наименований конкретных должностей для отдельных родов войск, служб, частей или учреждений. Помимо этого должности подразделялись на командные (строевые) и административные или административно-хозяйственные (нестроевые).

### Знаки различия
- Для красноармейцев и младшего командного состава петлицы прямоугольной формы (длина — 8, ширина — 3,5 см), из сукна приборного цвета, причем у младшего комначсостава с цветной окантовкой. Металлическая шифровка арабскими буквами — сокращённое название части или учреждения на узбекском языке. Цвет шифровки жёлтый или белый — по роду войск или службы, для административного состава — белый во всех случаях. Для обозначения должностного разряда строевого состава на петлицах крепились четырёхконечные металлические звездочки жёлтого цвета, административный состав знаков различия по разряду должности не носил. За петлицами на воротнике нашивалась красная суконная звезда и светло-зелёный полумесяц (с 4.01.1924 г. также красный), той же формы и размеров, что и на нарукавном знаке.
- Для среднего, старшего и высшего командного и административного состава (7-18 разр.) прямоугольные петлицы со остроконечным завершением — «по форме стрельчатого окна», длиной — 9 и шириной — 4 см, из сукна приборного цвета. Для Командующего БКА и Нарвоенназира — бархатные. Петлицы у средней категории обшивались по краю шёлковым или нитяным шнуром, старшей — двумя перевитыми шнурами, высшей — тесьмой или галуном. Шнур или тесьма над острым концом образовывали петлю с просветом 0,5 см, которая накладывалась на красную суконную пятиконечную звезду диаметром 3 см, нашитую непосредственно на воротнике. На самой петлице, у верхнего конца помещалась металлическая или вышитая шелком звезда с полумесяцем (расстояние между концами полумесяца — 1,5 см), а дальше — шифровка, также металлическая или вышитая. Знаки различия по должности — пятиконечные звёздочки для средней и старшей категории и восьмиконечные для высшей (диаметр — 1 см). Шнуры и звёздочки для командного состава — жёлтые, для административного — белые. Шифровка и звезда с полумесяцем для командного состава — жёлтые или белые (по роду войск или службы), для административного — всегда белые.

4.01.1923 г. на левом рукаве над обшлагом был установлен клапан с дополнительными знаками различия по образцу РККА (должностные знаки 1922 года).  Расцветка — по петлицам, кроме Военно-трудовой школы, где цвет поля клапанов был защитный.